# Spanyol–magyar kulturális kapcsolatok
A spanyol–magyar kulturális kapcsolatok azok a kulturális kapcsolatok, melyek a reconquista óta formálódó spanyol nemzet és a magyar nép között fennálltak.

## A XIX. századig
A kapcsolatokat a Senyera arany színét is adó pápai állam kezdeményezte a XIII. század első felében a germán nyelvű népek befolyását ellensúlyozandó államszövetség elképzelésében.
Ez a pillanat akkor jött el, mikor II. András magyar király 2. feleségétől származó lánya, Jolán magyar királyi hercegnő (a Gertrúddal való házasságból származó rózsás Árpád-házi Szent Erzsébet féltestvére) eladósorba került. A leendő férj nem volt más, mint I. Jakab aragóniai király (aragonézül: Chaime I o Conqueridor), az Ibériai-félsziget ekkortájt legerősebb, római katolikus ura, kinek hatalma az Aragón folyótól Montpellier-ig, és Valenciáig terjedt.
Magyarországi Jolán aragóniai királyné (Violant, Viulante és hasonló Ibolya jelentésű névváltozatok) hatalmas, utcaneves és körmenetes tiszteletnek örvend Aragónia fővárosától Zaragozától Barcelonáig.  Kíséretébe kézművesek és is tartoztak, hatásuk megtalálható a korebeli az aragóniai kézművességen és kelmeszövésen.

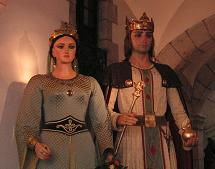
A mai napig legnagyobb királyi párként ünnepelt bábuk Aragónia és Katalónia körmenetén

Violante nagyon erős hatással volt a leszármazottaira is, jelentős szerepet játszott abban a folyamatban, melyben az Aragónia névadó folyóján, az Aragón folyón nyugatabbra lévő államokkal is sikerült szövetségre jutni, elsősorban Navarrával és Kasztíliával.
Unokája Aragóniai Erzsébet portugál királyné későbbi Santa Isabel d'Aragón a mai napig nagy kultusznak örvendő szent Spanyolországban, spanyol és portugál nyelvterületeken.
A XIV. és XV. században az Aragóniai Királyság elsősorban az Anjou-házzal került vetélkedésbe, de, mint azt például a Királyságban katalánul írt La filla del rei D'Hongria is mutatja, a birodalom tartós megalapozásában alapvető magyar királyné kultusza folyamatosan fennmaradt.
A XVI.-XVIII. században legfeljebb szórványos kapcsolatok mutathatók ki, mivel a politikai kapcsolatok is megszakadtak. Habár például Fernando I de Habsburgo, I. Ferdinánd magyar király nagyra értékelte Tinódi Lantos Sebestyén művészetét, Pázmány Péter művei alig jutottak el Spanyolországba és Cervantes is ismeretlen maradt a török időket átvészelő Magyarországon. Habár a jezsuita renddel pár szerzetes még Spanyol-Amerikába is eljutott, pápai tiltás után Mária Teréziának be kellett tiltania a rendet.

### Budavár ostroma
A szórványos bilaterális kapcsolatok ellenére mindenképpen fontos megemlíteni Buda 1686-os visszafoglalását. A törökellenes Szent Liga által vezetett sikeres harcokban több európai alakulat is részt vett, köztük egy 300 fős spanyol csapat is, amit Béjar hercege, don Manuel López de Zúñiga vezetett, illetve rajtuk kívül katalán katonák is küzdöttek a kulcsfontosságú város török uralom alól való felszabadításáért. Ezeknek a spanyol és katalán hősöknek állít emléket az Esztergomi rondellán elhelyezett két emléktábla is. Az egyiket a spanyol katonákra tiszteletére állították és 1934-ben került átadásra, Buda visszafoglalásának 250. évfordulója alkalmából, míg annak a katalán emléktáblát katalán felirattal 2000-ben helyezték el a Generalitat (a katalán parlament) jóvoltából. Így, noha a két ország közti kapcsolat a vizsgált periódus alatt valóban nem volt kiemelkedő, mégis a spanyol és katalán katonák egy, a magyar történelmet lényegesen meghatározó, eseménynél tudtak segédkezni.
A modern értelemben vett magyar–spanyol kulturális kapcsolatok a XIX. században, a magyarországi reformkorral kezdődtek, mivel Spanyolországban a felvilágosodás hatása nem hozott elég jelentősnek nevezhető eredményeket például egy polgári köztársaság megteremtésének irányába, a polgári magyar értelmiséget viszont nagyon érdekelte a gyarmattartó spanyol királyság esetleges átalakulása.
Ebben az időben tehát elsősorban magyar szerzők Spanyolországgal kapcsolatos művei születtek, ilyenek például:
- Liszt Ferenc: Spanyol rapszódia, a műben andalúz hatásoktól az aragóniai jota táncig több hatás is szerepel[6]
- Jókai Mór: El Libertador (a gyarmatokról)

## XX. század és napjainkban

### Művészet
A XIX.-XX. század fordulójától stabilan beindult a szépirodalmi kapcsolat, ennek egyik felét Géró Györgyi remekül mutatja be 2002-ben megjelent (Hungarológiai Évkönyv 3. évfolyam 1. szám) tanulmányában. Spanyolország és Magyarország között a kapcsolatok általában áttételesek, Magyarországon már jelenik meg Cervantes-fordítás, ám a magyar szépirodalmat (a mai napig jellemző módon) először általában nem spanyol, hanem katalán, kubai, vagy más nemzetiségűek fordítják spanyolra.
Egészen a 30-as évekig töretlenül a legnépszerűbb Petőfi Sándor, de ezután már kölcsönösen beindulnak más fordítások. Példák:
- Jókai Mór: 1920. La rosa amarilla. Madrid: Calpe. Andrés Révesz
- Petőfi Sándor: 1921: Petofi. Barcelona: Cervantes. Diego Vicente Tejera, Juan Ruíz Estelrich, Enrique Diez-Candedo és mások.
- Mikszáth Kálmán: 1922: El paraguas de San Pedro. Madrid: Calpe. Andrés Révesz és Garcia Mercadal; Gente de rumbo y El caftán de Sultán. Madrid: Calpe. Fordította: Andrés Révesz
- Molnár Ferenc: 1929: Una farsa en el castillo. Madrid: La Farsa. Antonio Fernandez Lepina 1930: Olimpia. Madrid: La Farsa, Tomás Norrás és Andrés Révesz 1931. El cuento del lobo. Madrid: La Frasa, Estampa. Andrés Révesz

Magyarországon Kosztolányi Dezső Pedro Calderón de la Barca műveit kezdi fordítani, de természetesen az avantgárd, például a 27-es generáció, vagy a Kassák-kör is hatnak egymásra, Federico García Lorca pedig kiemelkedik az előbb említettek közül. Bartók Béla műsorra tűzi a Spanyol rapszódiát, illetve Lisszabon felé tartva áthalad Spanyolországon.
A 30-as-40-es évek fordulójától bekövetkezett események mindkét országot évtizedekre diktatúrába sodorták. Ebből a korszakból 2 személyt feltétlenül ki kell emelni, az egyik Müller Miklós, akit a Franco-diktatúra egyik legfontosabb fotóművészének tartanak Spanyolországban, a másik a zaragozai születésű Ángel Sanz Briz, Világ Igaza, a budapesti angyal, akiről több film is készült.
A két ország közös kulturális öröksége, hogy megkérdőjelezhető módon történt a diktatúrából történő átmenet. Az új alkotmányok megvitatása nem az érdekelt csoportok többségének bevonásával történt, az új alkotmányról nem volt népszavazás, így a mindenkori hatalom nem elég legitim. Ennek ellenére 1990 után ismét lehetőség nyílt a kulturális kapcsolatok jobb fejlesztésére. Ennek fontos nyitóéve 1992 volt, amikor a Sevillai Világkiállítás illetve Katalóniában a Barcelonai olimpia zajlottak.
A 21. században a Spanyolország és Magyarország közötti kulturális kapcsolatok legfontosabb kezdőpontja egyértelműen a 2007-2010-es Magyar–spanyol államközi kulturális és oktatási együttműködés. Ez segítette elő azt is, hogy miután Magyarország az EU tagja lett 2009-ben, már mind a két állam polgárai az Európai Unió Alapjogi Chartája kiterjesztése értelmében határellenőrzés nélkül szabadon léphettek egymás területére. Többek között ez segítette a kulturális áramlást, amely egyéb kezdeményezésekkel karöltve hozzájárult ahhoz, hogy Magyarországon a Spanyolország iránti érdeklődés nővekedésnek induljon.

### Tudomány

#### Cervantes Intézet
A Cervantes Intézet egy 1991-ben létrehozott spanyolországi közintézmény, amelynek feladata a spanyol nyelv tanítása, valamint a spanyolországi és a spanyol nyelvű kultúra terjesztése. Az intézmény központja Madridban és Alcalá de Henaresben, Miguel de Cervantes író szülővárosában található. A kulturális intézmény budapesti kirendeltsége 2004-ben nyílt meg a spanyol-magyar kulturális kapcsolatok szorosabbra fűzése és a hispán kultúra terjesztése céljából. A Cervantes Intézet Magyarországon többek között a DELE Spanyol Nemzetközi Nyelvvizsga szervezéséért, spanyol nyelvtanfolyamok szervezéséért, spanyol tanárok továbbképzéséért és kulturális tevékenységek elősegítéséért felelős intézmény. A Vörösmarty utca 32. alatt található épületben elhelyezkedő kulturális intézet rendkívül kiterjedt és értékes könyvállománnyal rendelkezik a könyvtárában. A spanyol nyelv és kultúra utáni fokozott magyarországi érdeklődés pedig mindenképpen az intézmény sikerének is tekinthető.
A 21. században Magyarország EU-tagsága és a schengeni határok megnyílása után több lehetőség nyílt, hogy a magyar tudósok a Spanyol Királyság tudományos életében is képviseljék magukat.
2013-ban a jelenleg Katalóniában, a Gironai Egyetemen működő Spanyol Királyi Kémiai Társaság a spanyol-magyar tudományos kapcsolatok erősítése terén végzett tevékenység elismerésére alapított Gamboa-Winkler díjjal Mayer István SZKI-kutatót ismert el.